# Plumularia
Plumularia är ett släkte av nässeldjur som beskrevs av de Lamarck 1816. Enligt Catalogue of Life ingår Plumularia i familjen Plumulariidae, men enligt Dyntaxa är tillhörigheten istället familjen Plumularidae.

## Dottertaxa tillPlumularia, i alfabetisk ordning[1][2]
- Plumularia acutifrons
- Plumularia adjecta
- Plumularia aglaophenoides
- Plumularia alata
- Plumularia altitheca
- Plumularia angusta
- Plumularia annuligera
- Plumularia anonyma
- Plumularia antonbrunni
- Plumularia attenuata
- Plumularia aurita
- Plumularia australiensis
- Plumularia australis
- Plumularia badia
- Plumularia bedoti
- Plumularia biarmata
- Plumularia branchiata
- Plumularia caliculata
- Plumularia camarata
- Plumularia campanuloides
- Plumularia canariensis
- Plumularia caulitheca
- Plumularia compressa
- Plumularia congregata
- Plumularia corrugatissima
- Plumularia crater
- Plumularia crateriformis
- Plumularia crateroides
- Plumularia cylindrica
- Plumularia defecta
- Plumularia delicata
- Plumularia dendritica
- Plumularia dolichotheca
- Plumularia duséni
- Plumularia epibracteolosa
- Plumularia excavata
- Plumularia exilis
- Plumularia filicaulis
- Plumularia filicula
- Plumularia flabellata
- Plumularia flexuosa
- Plumularia floridana
- Plumularia galapagensis
- Plumularia goldsteini
- Plumularia goodei
- Plumularia gracilis
- Plumularia habereri
- Plumularia hargitti
- Plumularia hyalina
- Plumularia indica
- Plumularia insignis
- Plumularia insolens
- Plumularia integra
- Plumularia inverta
- Plumularia irregularis
- Plumularia jaederholmi
- Plumularia jordani
- Plumularia kirkpatricki
- Plumularia kossowskae
- Plumularia lagenifera
- Plumularia leloupi
- Plumularia linkoi
- Plumularia macrotheca
- Plumularia margaretta
- Plumularia megalocephala
- Plumularia meganema
- Plumularia meretriacia
- Plumularia micronema
- Plumularia mobilis
- Plumularia moneroni
- Plumularia mossambicae
- Plumularia mula
- Plumularia mutabilis
- Plumularia nodosa
- Plumularia obesa
- Plumularia obliqua
- Plumularia opima
- Plumularia orientalis
- Plumularia paucinema
- Plumularia paucinoda
- Plumularia polycladia
- Plumularia polynema
- Plumularia posidoniae
- Plumularia procumbens
- Plumularia propinqua
- Plumularia providentiae
- Plumularia pulchella
- Plumularia ramulifera
- Plumularia reversa
- Plumularia rotunda
- Plumularia rugosa
- Plumularia scabra
- Plumularia setacea
- Plumularia setaceiformis
- Plumularia setaceoides
- Plumularia siliculata
- Plumularia spinulosa
- Plumularia spiralis
- Plumularia spirocladia
- Plumularia strictocarpa
- Plumularia strobilophora
- Plumularia stylifera
- Plumularia syriaca
- Plumularia tenuissima
- Plumularia togata
- Plumularia tubacarpa
- Plumularia undulata
- Plumularia variabilis
- Plumularia varians
- Plumularia warreni
- Plumularia wasini
- Plumularia wattsi
- Plumularia venusta
- Plumularia vervoorti
- Plumularia virginiae